# 杜愛明
杜愛明（英語：Alma Drucks），人稱「杜姑娘」，為基督教路德會宣派來台的醫療宣教士，1952年在孫理蓮邀請下進入樂生療養院服務，駐院超過20年。

## 進入樂生療養院
1952年，受過護士訓練的杜愛明在芥菜種會創辦人孫理蓮邀請下，進入樂生療養院照顧漢生病患者。由於孫理蓮只能每周固定至樂生療養院一趟，長期駐院的杜愛明便成為孫理蓮派駐在院中的代表。杜愛明一身招牌的黑色制服與白色護士帽，是許多院民最大的精神安慰，她一方面住進禮拜堂的小房間，為病人提供全天候醫療服務， 一方面也將院內的狀況彙報給孫理蓮，讓孫理蓮得以連結更多資源幫助病患。除了長期在樂生療養院服務，杜愛明也曾於休假期間參與門諾會的山地巡迴醫療團，以及至台南北門鄉看視烏腳病患者。
杜愛明在樂生療養院駐院超過20年，終身未婚，1970年代才因退休返回德國。